# タダシ・ショージ
タダシ・ショージ　TADASHI SHOJI（日本名：庄司 正、1948年1月15日 - ）は、宮城県仙台市出身、アメリカ合衆国ロサンゼルス在住のファッションデザイナー。

## 人物
タダシ・ショージコレクションの創設者であり、チーフデザイナーとしても活躍する。幼い頃から絵を書くことが好きで、宮城県仙台第二高等学校卒業後は芸術を学ぶ為に上京。東京藝術大学を受験するも失敗。しかし縁あって、1960年代にコンセプチュアル・アートに大きな影響を与えた前衛芸術家高松次郎の下で研修する機会を得る。
高松の下で芸術を見習ううちに、現代芸術の最先端を担うニューヨークへ強い憧れを抱くようになり、1973年渡米。ロサンゼルスのトレードテクニカル大学ファッションデザイン科で学ぶ。
大学在学中、有名な舞台衣装デザイナー、ビル・ウィットンの下で働く機会を得る。70年代、トップスターの誰もがビル・ウィットンのオリジナルデザインの衣装を求める中、タダシはエルトン・ジョン、スティービー・ワンダー、ニール・ダイアモンド、ジャクソンズ、アース・ウィンド・アンド・ファイアー等の衣装制作を手がけ、多くのことを学んだ。
ファッションデザイン科を卒業後、いくつかのデザイン会社で働く中で、女性が特別の日のためにドレスアップするためのオプションがあまりにも少なすぎると、つねに感じていた。世の中の女性がもっと気軽にドレスアップできるように、と考え、独立することを決意する。
1982年、タダシ・ショージがロサンゼルスに設立したファッションハウス「タダシコレクション」は、安定した成長を遂げ、現在では世界中に知られるようになる。ニーマンマーカスやノードストローム、サックスフィフスアベニュー、ブルーミングデール、メイシーズなどの有名百貨店など世界中の約4000店舗で販売され、日本でも伊勢丹、阪急百貨店、エポカ・ザ・ショップなどの有名百貨店や専門店で販売されている。
好調なホールセール以外に、直営店の経営も始め、旗艦店として、カリフォルニア、サウスコースト・プラザとラスベガス、シーザースフォーラムショップ内の2店舗をオープン。中国の北京、上海のリテールストアーでも好調な売り上げをあげている。
また、ニューヨークファッションウィークへも2007秋コレクションから参加し、「タダシ・ショージコレクション」を発表。繊細な生地を使用し、全て手作業で刺繍されたビーディングが施された豪華でエレガントなコレクションは、タダシのブランドイメージの更なる向上の一歩となる。名だたるセレブリティーにもタダシコレクションは広く支持され、レッドカーペットでは多くのハリウッド女優に愛用されている。
2016年（平成28年）9月22日、台湾（中華民国）台北市において、江宏傑との結婚会見に臨んだ福原愛（仙台市出身）が、タダシのドレスを着用したことで注目を集めた。